# Хуего дел пало
Хуего дел пало (шп. juego del palo, игра штапом или палицом, односно шп. (el juego del) palo canario, канарски штап) је једна борилачка вештина и традиционални обичај на канарским острвама. Вежба се са штапом од дужине између 120 cm до 180 cm. 

## Историја
Хуего дел пало потиче од домородаца канарских острва, Гванча. Они су се углавном бавили сточарством, те им је штап био једино оружје. Касније су се бранили од гусара, али од Шпанаца. За време Франкове диктатуре овај обичај је био забрањен и ако се и изводио, изводио се тајно.

## Правила
Наступају два играча (шп. jugaderos). Они симулирају ударце са штапом (избегавају се снажни ударци). Играчи нису заштићени и немају директан контакт са штапом противника. Игра захтева вештину, покретност и споразумност играча. Постоје различите позиције, тзв. каудрас (шп. caudras), које се дефинишу врстом штапа. Нападач обично заузима позицију мандадо или тирадос, док се други брани у позицији атајес или парадас.